# Роджерс (Північна Дакота)
Роджерс (англ. Rogers) — місто (англ. city) в США, в окрузі Барнс штату Північна Дакота. Населення — 49 осіб (2020).

## Географія
Роджерс розташований за координатами 47°4′26″ пн. ш. 98°12′11″ зх. д. / 47.07389° пн. ш. 98.20306° зх. д. (47.074009, -98.203122).  За даними Бюро перепису населення США в 2010 році місто мало площу 2,54 км², уся площа — суходіл.

## Демографія
Згідно з переписом 2010 року, у місті мешкало 46 осіб у 21 домогосподарстві у складі 13 родин. Густота населення становила 18 осіб/км².  Було 28 помешкань (11/км²).
Расовий склад населення:
| - 100,0 % — білих |

До двох чи більше рас належало 0,0 %. Частка іспаномовних становила 0,0 % від усіх жителів.
За віковим діапазоном населення розподілялося таким чином: 28,3 % — особи молодші 18 років, 50,0 % — особи у віці 18—64 років, 21,7 % — особи у віці 65 років та старші. Медіана віку мешканця становила 40,5 року. На 100 осіб жіночої статі у місті припадало 142,1 чоловіків;  на 100 жінок у віці від 18 років та старших — 106,2 чоловіків також старших 18 років.
Цивільне працевлаштоване населення становило 21 особа. Основні галузі зайнятості: виробництво — 33,3 %, роздрібна торгівля — 23,8 %, науковці, спеціалісти, менеджери — 14,3 %, транспорт — 9,5 %.